# Kaoru Shintani
Kaoru Shintani (新谷 かおる?, Shintani Kaoru; Toyonaka, 26 aprile 1951) è un fumettista giapponese.
Shintani è principalmente conosciuto per la serie Area 88, che è ampiamente riconosciuto come uno dei migliori titoli sull'aviazione nella storia dei manga. Oltre ad Area 88, Shintani ha realizzato opere fantascientifiche, fantasy, comiche ed hentai. Nel 1985, ha vinto lo Shogakukan Manga Award nella categoria shōnen per Area 88 e Futari Daka.
Shintani ha iniziato la sua carriera nel 1972 come artista shōjo ed è stato nominato ai Ribon Comics Award come migliore nuovo artista dell'anno. Dopo aver lavorato come assistente di Leiji Matsumoto, l'autore di Capitan Harlock e Space Battleship Yamato, Shintani ha iniziato a pubblicare fumetti sull'aviazione su varie testate. La serializzazione di Area 88 è iniziata nel 1979.
Mentre lavorava come assistente di Matsumoto, uno dei compiti di Shintani era quello di costruire modellini di plastica da utilizzare come riferimenti per i disegni. Matsumoto ha spesso affermato di aver basato il personaggio di Yattaran (che appare come un personaggio di supporto in diverse storie di Capitan Harlock) proprio su Shintani.

## Opere
- Area 88 (1979–1986)
- Balancer (1985-1986)
- Futari Daka
- Cleopatra DC (1988)
- Buttobi CPU (1993)